# 熊取町立熊取中学校
熊取町立熊取中学校（くまとりちょうりつ くまとり ちゅうがっこう）は、大阪府泉南郡熊取町にある公立中学校である。

## 沿革
1947年の学制改革の際、当時の泉南郡熊取村に熊取村立中学校として創立した。発足当初は熊取村立小学校（現在の熊取町立中央小学校）の7教室および熊取村役場の2室を借用して中学校の教室にあてていた。
熊取村は1951年11月に町制を施行して熊取町となった。これに伴い学校名も熊取町立中学校に改称されている。1959年3月には現在地に校舎を移転している。
長らく熊取町唯一の中学校で町全域を校区としていたが、1980年には町で2番目の中学校として熊取町立熊取北中学校が分離開校したことに伴い、現校名の熊取町立熊取中学校に改称している。

## 通学区域
- 熊取町立西小学校の通学区域全域。
- 熊取町立中央小学校の通学区域の一部。
- 熊取町立南小学校の通学区域の一部。

熊取町 野田、紺屋、五門、翠松苑、山の手台、大久保、泉陽ヶ丘、水荘園、青葉台、大久保サニーハイツ、熊取グリーンヒル、池の台、原子炉西部、住友電工、東和苑、府営熊取朝代住宅。

## 交通
- 阪和線 熊取駅 南東へ約2km。